# Jan Hable
Jan Hable (Hradec Králové, 4 gennaio 1989) è un ex calciatore ceco, di ruolo centrocampista.

## Carriera
Ha iniziato la sua carriera nell'FC Hradec Králové. Il 2 giugno 2007 si è trasferito alla Fiorentina per la cifra di 0,8 milioni di euro. Ha partecipato al Campionato europeo di calcio Under-17 con la propria nazionale, classificandosi al secondo posto. Hable ha preso parte a cinque partite dell'europeo, inclusa la finale persa contro la Spagna. È l'attuale capitano della Nazionale della Repubblica Ceca Under-19.
Il 23 gennaio 2009 si trasferisce in prestito al Football Club Baník Ostrava e, il 15 giugno 2009, viene rinnovato il prestito per un altro anno. Il 4 gennaio 2010 viene ufficializzato il ritorno alla Fiorentina.
Il 29 gennaio 2010 viene subito ceduto di nuovo in prestito all'Ascoli con cui fa il suo esordio il 30 maggio nella trasferta di Crotone, ultima giornata del campionato cadetti.
Il 24 giugno 2010 viene rinnovata la compartecipazione con la squadra marchigiana. per poi essere girato in prestito ai greci del Kerkyra.
Il 25 giugno 2011 il suo cartellino diventa interamente di proprietà dell'Ascoli, che lo gira nuovamente ai greci del Kerkyra.